# التوالت (الثوالث)
التوالت هي إحدى مشيخات المملكة المغربية، تتبع جغرافيا لإقليم سطات وإداريًا لالثوالث. يقدر عدد سكانها بـ 6994 نسمة حسب الإحصاء الرسمي للسكان والسكنى لسنة 2004.